# Stuart Drummond
Stuart Drummond was van 2002 tot 2013 burgemeester van Hartlepool, een havenstad in North East England. Hij speelde H'Angus the Monkey (H'Angus de Aap), de mascotte van de voetbalclub Hartlepool United FC, toen hij werd verkozen.

## Biografie
Drummond heeft als kelner op een cruiseschip gewerkt. Hij werd mascotte van Hartlepool United FC en werkte daarnaast in een callcenter. Als mascotte kwam hij meerdere keren in de publiciteit: in november 2000 nadat hij een medewerkster van tegenstander Scunthorpe United FC belaagde en in mei 2001 toen hij in Blackpool een rode kaart kreeg omdat hij langs het veld met een opblaaspop danste.
| Verkiezingsuitslagen van Stuart Drummond | Verkiezingsuitslagen van Stuart Drummond | Verkiezingsuitslagen van Stuart Drummond | Verkiezingsuitslagen van Stuart Drummond |
| Aantal stemmen eerste ronde              | %                                        | Aantal over- gedragen stemmen            | %                                        |
| ---------------------------------------- | ---------------------------------------- | ---------------------------------------- | ---------------------------------------- |
| Verkiezingen 2002                        |                                          |                                          |                                          |
| 5.696                                    | 29,1                                     | 7.395                                    | 52,1                                     |
| Verkiezingen 2005                        |                                          |                                          |                                          |
| 14.227                                   | 42                                       | 2.685                                    | 69                                       |
| Verkiezingen 2009                        |                                          |                                          |                                          |
| 5.268                                    | 24,5                                     | 1.599                                    | 47,8                                     |

Michael Heseltine, minister van Milieu in de regering van John Major, evalueerde in de jaren negentig de werking van decentrale overheden in het Verenigd Koninkrijk. Het idee om in rechtstreekse verkiezingen burgemeesters aan te stellen werd toen geopperd, maar Heseltine vond hiervoor geen steun bij Major. De regering van Tony Blair voerde het idee uiteindelijk uit. Op 18 oktober 2001 werd in een referendum besloten om in Hartlepool een rechtstreekse verkiezing voor de positie van burgemeester te houden.
Drummond stelde zich voor de grap kandidaat. De voorzitter van de voetbalclub werkte mee aan deze publiciteitsstunt door de waarborgsom voor Drummonds kandidatuur te betalen. Drummond voerde campagne in het apenpak dat hij als mascotte droeg. Een van zijn verkiezingsbeloftes was om alle schoolkinderen in Hartlepool gratis bananen te geven. Hij won de verkiezingen verrassend, met een nipte meerderheid van de stemmen. Hij besloot het burgemeesterschap serieus te nemen en stopte met zijn werk als mascotte. In zijn overwinningsspeech zei hij dat niet de aap, maar hijzelf was verkozen als burgemeester van Hartlepool: "Forget about the monkey. [...] I am Stuart Drummond, I am the mayor of Hartlepool, not the monkey."
Hij presenteerde zichzelf als een burgemeester voor het volk, als een gewone man die wars is van partijpolitiek. Hij kwam erachter dat zijn verkiezingsbelofte, gratis bananen voor schoolkinderen, te veel geld zou kosten. Daarentegen zorgde hij er wel voor dat meer gratis fruit op scholen werd uitgedeeld. Hij zette zich tevens in tegen de sluiting van sport- en jeugdcentra. Hij organiseerde Operation Cleansweep om met de burgers van Hartlepool enkele buurten op te ruimen. In 2003 verzette hij zich tegen de komst van oude Amerikaanse marineschepen die in Hartlepool zouden worden ontmanteld, maar hij kwam hier later op terug. In 2005 werd hij herkozen met een grote meerderheid van de stemmen. Hij zorgde er in 2006 voor dat vier jaar later de Tall Ships' Race Hartlepool aandeed, een evenement dat de havenstad 26,5 miljoen pond opleverde.
In 2009 werd Drummond de eerste rechtstreeks verkozen burgemeester in het Verenigd Koninkrijk die een derde opeenvolgende termijn kreeg. Hij stond tweemaal op de shortlist voor de verkiezing van World Mayor en in 2010 eindigde hij op de tiende plaats. Een half jaar na een referendum in november 2012 werd het bestuurlijke systeem van Hartlepool opnieuw veranderd. De positie van burgemeester kwam te vervallen en de bevoegdheden werden overgedragen aan een soort gemeenteraad. Op 5 mei 2013 legde Drummond zijn ambt neer.